# Dura-Europos
Dura-Europos je helenistično in rimsko arheološko najdišče na ozemlju današnje Sirije, znano tudi kot »puščavski Pompeji«. Nahaja se pri vasi Tel Salhije (arabsko تل الصالحية) ob desnem bregu Evfrata, okoli 100 km jugovzhodno od Deir ez-Zura, približno 30 km severozahodno od meje z Irakom pri Abu Kamalu. Okoli 20 km jugovzhodneje se nahaja arheološko najdišče Mari.

## Zgodovina
Čeprav je mogoče, da je naselbina stala že prej (aramejska beseda dura pomeni »utrdba«), je zametek antičnega mesta nastal okoli leta 300 pr. n. št. med vladavino Selevka I. Nikatorja (naslednika Aleksandra Velikega). Postavil jo je Selevkov general Nikanor in imenu dodal še Europos v spomin na Selevkov rojstni kraj v Makedoniji. Namen ustanovitve naselbine je bila zaščita in nadzor trgovine ob Evfratu. K izboru je prispevala strateško ugodna lega na planoti 90 m nad Evfratom, ki jo na vzhodu varuje taista reka, na severu in jugu pa naravna vadija, tako je bilo potrebno zgraditi le obzidje na zahodni strani. V tem času je mesto dobilo helenistično zasnovo s pravokotnimi ulicami. Leta 128 pr. n. št. so jo zavzeli Parti in postala je obmejna utrdba Partskega cesarstva. Približno dve stoletji je zaradi velikega trgovskega pomena tako za Partski kot za Rimsko cesarstvo, zaradi katerega sta obe sili sklenili premirje, uživala poseben status in v tem času doživela podoben razcvet kot Palmira. Leta 115 jo je neuspešno poskušal zavzeti Trajan, dokončno pa je padla v rimske roke leta 164, ko jo je zavzel Lucius Verus (namestnik Marka Avrelija) in do leta 211 je tudi formalno postala rimska kolonija. Rimljani so zgradili templje, kopališča in ostale javne zgradbe ter občutno razširili vojaške objekte. Mesto je kmalu začelo izgubljati trgovski pomen in leta 256 so ga zasedli sasanidski Perzijci pod vodstvom kralja Šapurja I. Kmalu zatem so jo opustili in prekrila sta jo pesek in blato.

## Odkritje
Dura-Europos je bila ponovno odkrita 30. marca 1920, ko so britanske enote (ki so posredovale v arabskem uporu) med postavljanjem oporišča odkrile fresko. Sledila so sistematična izkopavanja ameriških in francoskih arheologov pod vodstvom v 20. letih. Izkopavanja je sprva vodil James Henry Breasted, kasneje pa Michael Rostovtzeff. Leta 1937 so bila izkopavanja zaradi pomanjkanja sredstev prekinjena. Nadaljevala so se šele leta 1986 in trajajo pod okriljem sirsko francoske ekipe še danes. Zanimivo je, da so Rimljani tik pred sasanidsko osvojitvijo zasuli zgradbe ob zahodnem zidu, da bi le tega utrdili, s tem pa so omogočili, da so se vse do danes ohranili najpomembnejši spomeniki in freske.

## Kultura
Meščani Dure-Europos so bili znani po svojem kozmopolitantstvu in strpnosti. Vladajoči sloj so vse do rimske osvojitve predstavljali potomci makedonskih vojakov in grščina je bila ves ta čas uradni jezik. Zaradi odprtosti se je helenizem mešal z vplivi večinskega aramejskega prebivalstva ter vplivi ostalih sosednjih ljudstev. Najdeni so bili pergamenti, papirusi in napisi v grščini, latinščini, palmirščini, hebrejščini, hatrijanu, safaitu in pahlavijščini. V mestu so stali templji grških, rimskih, palmirskih bogov, mitrej (kot je bilo tipično za rimske vojaške postojanke), sinagoga in ena najstarejših znanih krščanskih kapel.

## Današnji ostanki
Mesto je na zahodni strani varovalo do 9 m visokoobzidje, ki je delno še prvotno selevkidsko iz blatnih zidakov, delno pa so ga Parti utrdili s kamnitimi bloki. Glavni prehod skozi obzidje so Palmirska vrata iz leta 17 pr. n. št. Ob obzidju, že znotraj mesta, se po vrsti nahajajo ostanki kopališča, krščanske kapele in tempelj Zevsa Kyriosa. Severno od Palmirskih vrat se ob obzidju zvrstijo ostanki Adonisovega templja in tik poleg njega sinagoge, približno 300 m severneje so še ostanki mitreja in Belovega templja, ki je bil prva zgradba, ki so jo odkrili britanski vojaki.
Ob decumanusu, glavni ulici, ki teče od Palmirskih vrat proti vzhodu, se na južni strani nahajajo ostanki templjev Atargatisa, Artemide in Gaddéja, ter teatron, ostanki majhnega ovalnega gledališča z devetimi vrstami sedišč. Severno od decumanusa so ostanki selevkidske agore, kjer so Parti na njenih temeljih postavili bazar. Decumanus se nato spusti v vadi in na njegovem nasprotnem »bregu« stoji strategion, kjer je bila rezidenca mestnega upravnika. Poleg stoji novodobna rekonstrukcija tipične meščanske zgradbe.
Tik pod vrhom stene na vzhodnem koncu stojijo ostanki podolgovatega kompleksa citadele in glavne palače. Ohranjeno je le zahodno pročelje, ostalo je zaradi večstoletnega izpodjedanja Evfrata zdrsnilo v navzdol v reko.
Severni del mesta je bil namenjen rimski vojaški infrastrukturi. Na skrajnem severovzhodnem delu stoji slabo ohranjena palača Dux Ripae (»palača poveljnika rečnega brega«), kjer je prebival vojaški poveljnik. Ob severnem robu so ostanki pretorija oz. osrednje vojašnice, poleg njega pa še tempelj Azanatkone.

## Sinagoga
Sinagoga v Dura-Europosu velja za najstarejšo ohranjeno sinagogo na svetu. Sodeč po aramejskem napisu je nastala leta 244. Leta 1935 jo je odkril Clark Hopkins. Vsebovala je preddverje in glavni prostor s poslikanimi stenami. Freske so danes na ogled v muzeju v Damasku. Med mnogimi prizori prevladujejo tisti z Mojzesom, kako sprejema božje zapovedi in kako vodi Jude iz Egipta. Freske so se ohranile zaradi srečnega naključja, da so Rimljani tik pred sasanidskim zavzetjem zasuli sinagogo. Ob zahodni steni, ki je usmerjena proti Jeruzalemu, je stal še oltar s toro.
- Herodov tempelj na Oljčni gori
- Mojzes na reki
- Freska
- Samuel mazili Davida
- Ciborij

## Krščanska cerkev
Krščanska cerkev je nastala okoli leta 240 s predelavo zasebne hiše (danes je obnovljen zahodni zid), kar dokazuje strpnost do kristjanov že pred letom 313, ko je bilo v Rimskem imperiju uradno dovoljeno krščanstvo. Velja za najstarejši znani primer krščanskega svetišča na ozemlju današnje Sirije in enega najstarejših na svetu sploh. Poslikave, ki so danes na ogled v Yaleu, prikazujejo prizore Adama in Eve, ovčarja s čredo ovac in nekaj drugih krščanskih čudežev. Leta 1933 so izkopali besedilo verskih pesmi v grščini.